# Jules Renkin
Jules Renkin (Ixelles, 3 dicembre 1862 – Bruxelles, 15 luglio 1934) è stato un politico belga.
È stato Primo Ministro dal 6 giugno 1931 al 22 ottobre 1932.